# Jan Bobola (1557–1604)
Jan Bobola  z Piasków herbu Leliwa (ur. 1557, zm. 1604) – poeta, cześnik sandomierski, dziedzic Strachociny, Zmiennicy – dóbr koło Sanoka.

## Pochodzenie Jana Boboli
Ojciec; Hieronim Bobola (1521-1561) –   dowódca zamku w Niedzicy, dzielny obrońca przed natarciem wojsk Jana Zapoli, dziedzic Strachociny, Zmiennicy – dóbr koło Sanoka. Jego matką jego Katarzyna Bobola.

## Kariera Jana Boboli
Jan uczestniczył w protestach ziemian przemyskich, (8 maja 1587 r. w Wiszni i 21 stycznia 1597 r. w Przemyślu)
Kształcił się w Jezuickiej Akademii w Wilnie w latach 1592—1594 i należał do Kongregacji Mariańskiej (akademickiej). Po ukończeniu studiów w Akademii, osiadł przy rodzicach. Uzyskał godność cześnika sandomierskiego.

## Majątek Jana Boboli
Po Hieronimie Strachocinę odziedziczył Jan w 1582 r. w dożywocie.
Otrzymał w dzierżawę wieś królewską Krościenko Wyżne i Krościenko Niżne z folwarkami.
Zmarł w 1604 r.

## Potomkowie Jana Boboli
Z żoną z Zofią Mleczko (córką Jakuba Mleczki  pozostawił syna Jana Bobolę, który kształcił się w Wilnie (1592-1594) i  Remigiana Bobolę (zm. 1617), osiadłego koło Sanoka, uczestnika 1 maja 1617 pospolitego ruszenia ziemian sanockich.

## Utwory Jana Boboli
Był poetą, świadczą o tym, opracowane przez niego wiersze okolicznościowe;
- Na prymicję alumna seminarium papieskiego w Wilnie, Franciszka Sucholewskiego
- Na zgon ks. Alberta Radziwiłła oraz
- Z powodu ślubu starosty żmudzkiego, Jerzego Chodkiewicza.

W latach 1592—1596, gdy  studiował w Akademii teologię, jezuita Wojciech Rościszewski,  (z Borkowa w woj. płockim), nawiązał z Janem przyjaźń i pod jego imieniem, wydał swe dzieło polemiczne, przeciw Andrzejowi Wolanowi.

## Źródło;
- Ks. Jan Popłatek T. J.:Błogosławiony Andrzej Bobola, ŻYCIE – MĘCZEŃSTWO – KULT, KRAKÓW 1936